# Diamesa plumicornis
Diamesa plumicornis är en tvåvingeart som beskrevs av Tokunaga 1936. Diamesa plumicornis ingår i släktet Diamesa och familjen fjädermyggor. Inga underarter finns listade i Catalogue of Life.